# 中国共产党全国代表大会政治报告
中国共产党全国代表大会政治报告
指自1945年中共七大开始中国共产党历次全国代表大会发表的政治报告，一般被认为是中国共产党历次全国代表大会最重要的政治纲领性文献，中共七大之前称为宣言。报告人一般为当时中共中央一线的主要负责人。

## 沿革

### 中共七大以前
1920年中共一大发表了《中国共产党宣言》。
1922年中共二大发表了《中国共产党第二次全国代表大会宣言》。
1923年中共三大发表了《中国共产党第三次全国代表大会宣言》。
1925年中共四大发表了《中共第四次全国代表大会宣言》。
1927年中共五大发表了《中国共产党第三次全国代表大会宣言》。
1928年中共六大发表了《告全体同志书》，另外周恩来作了《组织问题报告》。

### 毛泽东时代
1945年，毛泽东作中共七大政治报告，题为《论联合政府》。
1956年，刘少奇作中共八大政治报告。
1969年，林彪作中共九大政治报告。
1973年，周恩来作中共十大政治报告。
1977年，华国锋作中共十一大政治报告。

### 改革开放以后
1982年，胡耀邦作中共十二大政治报告，题为《全面开创社会主义现代化建设的新局面》。
1987年，赵紫阳作中共十三大政治报告，题为《沿着有中国特色的社会主义道路前进》。
1992年，江泽民作中共十四大政治报告，题为《加快改革开放和现代化建设步伐，夺取有中国特色社会主义事业的更大胜利》。
1997年，江泽民作中共十五大政治报告，题为《高举邓小平理论伟大旗帜，把建设有中国特色社会主义事业全面推向二十一世纪》，大会的主题是高举邓小平理论伟大旗帜，把建设有中国特色社会主义事业全面推向二十一世纪。
2002年，江泽民作中共十六大政治报告，题为《全面建设小康社会，开创中国特色社会主义事业新局面》，大会的主题是高举邓小平理论伟大旗帜，全面贯彻“三个代表”重要思想，继往开来，与时俱进，全面建设小康社会，加快推进社会主义现代化，为开创中国特色社会主义事业新局面而奋斗。
2007年，胡锦涛作中共十七大政治报告，题为《高举中国特色社会主义伟大旗帜 为夺取全面建设小康社会新胜利而奋斗》，大会的主题是高举中国特色社会主义伟大旗帜，以邓小平理论和“三个代表”重要思想为指导，深入贯彻落实科学发展观，继续解放思想，坚持改革开放，推动科学发展，促进社会和谐，为夺取全面建设小康社会新胜利而奋斗。
2012年，胡锦涛作中共十八大政治报告，题为《坚定不移沿着中国特色社会主义道路前进 为全面建成小康社会而奋斗》，大会的主题是高举中国特色社会主义伟大旗帜，以邓小平理论、“三个代表”重要思想、科学发展观为指导，解放思想，改革开放，凝聚力量，攻坚克难，坚定不移沿着中国特色社会主义道路前进，为全面建成小康社会而奋斗。

### 习近平时代
2017年，习近平作中共十九大政治报告，题为《决胜全面建成小康社会 夺取新时代中国特色社会主义伟大胜利》，大会的主题是不忘初心，牢记使命，高举中国特色社会主义伟大旗帜，决胜全面建成小康社会，夺取新时代中国特色社会主义伟大胜利，为实现中华民族伟大复兴的中国梦不懈奋斗。
2022年，习近平作中共二十大政治报告，题为《高举中国特色社会主义伟大旗帜 为全面建设社会主义现代化国家而团结奋斗》，大会的主题是高举中国特色社会主义伟大旗帜，全面贯彻新时代中国特色社会主义思想，弘扬伟大建党精神，自信自强、守正创新，踔厉奋发、勇毅前行，为全面建设社会主义现代化国家、全面推进中华民族伟大复兴而团结奋斗。